# Santur

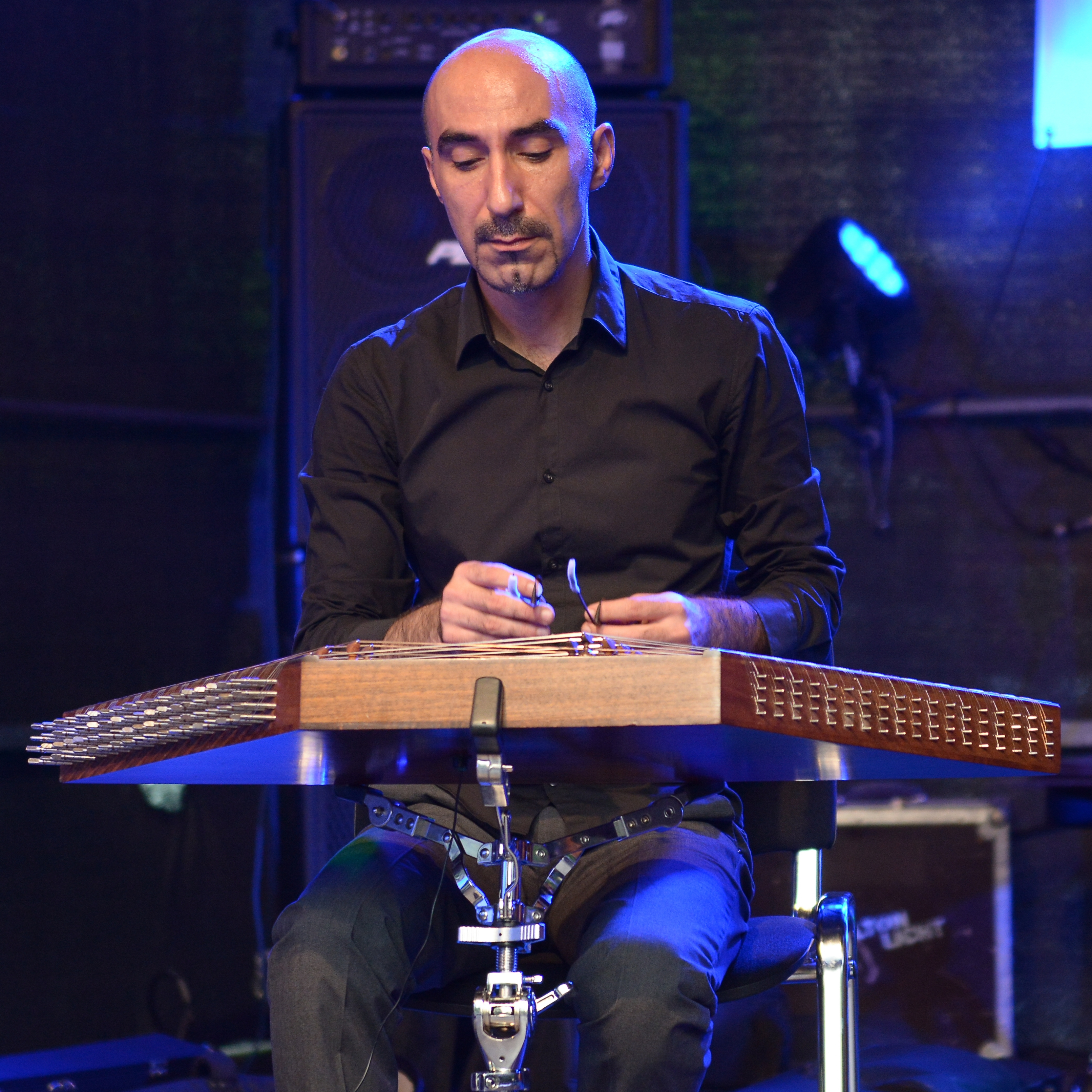
Kioomars Musayyebi, iranischer Santurspieler, auf dem Festival Essen.Original. 2015

Die (seltener: der oder auch das ) Santur (arabisch سنطور, DMG sanṭūr, persisch سنتور, DMG santūr) ist verwandt mit dem Psalterium und hat die Form eines gleichschenkligen Trapezes. Das Instrument wird in der irakischen klassischen Musik (arabisch المقام العراقي, DMG al-maqām al-‘irāqī ‚der irakische Maqām‘) und in der klassischen persischen Musik (persisch موسيقى اصيل ايرانى, DMG mūsīqī-ye aṣīl-e īrānī, ‚klassische iranische Musik‘), aber auch in der Kunstmusik Kaschmirs (Eigenbezeichnung: صوفيانه كلام, DMG sūfiyāna kalām, ‚Rede in der Art der Sufis‘) und von dort ausgehend in der indischen Kunstmusik gespielt. Der Name leitet sich vom altgriechischen psalterion (Psalterium) her und gelangte über das aramäische psantrīn ins arabische sanṭīr/sanṭūr und persische santūr. Es gehört einer Instrumentenfamilie an, die von Westeuropa (Hackbrett) über den Vorderen Orient bis China (Yang Qin) verbreitet ist.

## Beschreibung
Die Stimmwirbel der Santur sind an den Seiten des trapezförmigen, mit 72 Metallsaiten bespannten Resonanzkastens angebracht. Für jeden Ton gibt es im Allgemeinen vier Saiten aus Stahl („Melodiesaiten“, persisch سيم هاى سفيد, DMG sīm-hā-ye sefīd, ‚weiße Saiten‘) oder Messing („Basssaiten“, persisch سيم هاى زرد, DMG sīm-hā-ye zard, ‚gelbe Saiten‘), die über eingeritzte Rillen auf den Seitenkanten des Instruments von den Wirbeln über die einzelnen Stege zu den Saitenhaltern verlaufen. Dadurch ist es möglich, Einzeltöne für den zu spielenden Modus umzustimmen. Die santur, welche heute einen Tonraum von drei Oktaven umfasst, wird mit leichten Holzschlägeln (genannt meżrāb, meist aus Buchsbaumholz oder Eichenholz), die zur Erzeugung eines weicheren Tons mit Samt oder Filz bezogen sein können, gespielt.
Die Santur wird im Ensemble oder solistisch gespielt. Im Irak wie im Iran ist sie ein wichtiges Instrument in der klassischen Kunstmusik. Es handelt sich um eine kammermusikalische, sehr intime Tradition.
In Indien wurde sie erst im 20. Jahrhundert in die Kunstmusik Nordindiens eingeführt und stammt ursprünglich aus der persisch beeinflussten Musik Kaschmirs. Diese Variante der Santur hat 15 Stege und Chöre auf jeder Seite. Die Saiten werden, im Gegensatz zu anderen Hackbretttypen, nur auf einer Seite des Stegs gespielt. Das Instrument umfasst also 30 Töne. Diese werden meist diatonisch im gewählten Raga gestimmt.

## Santour-7-Dastgah

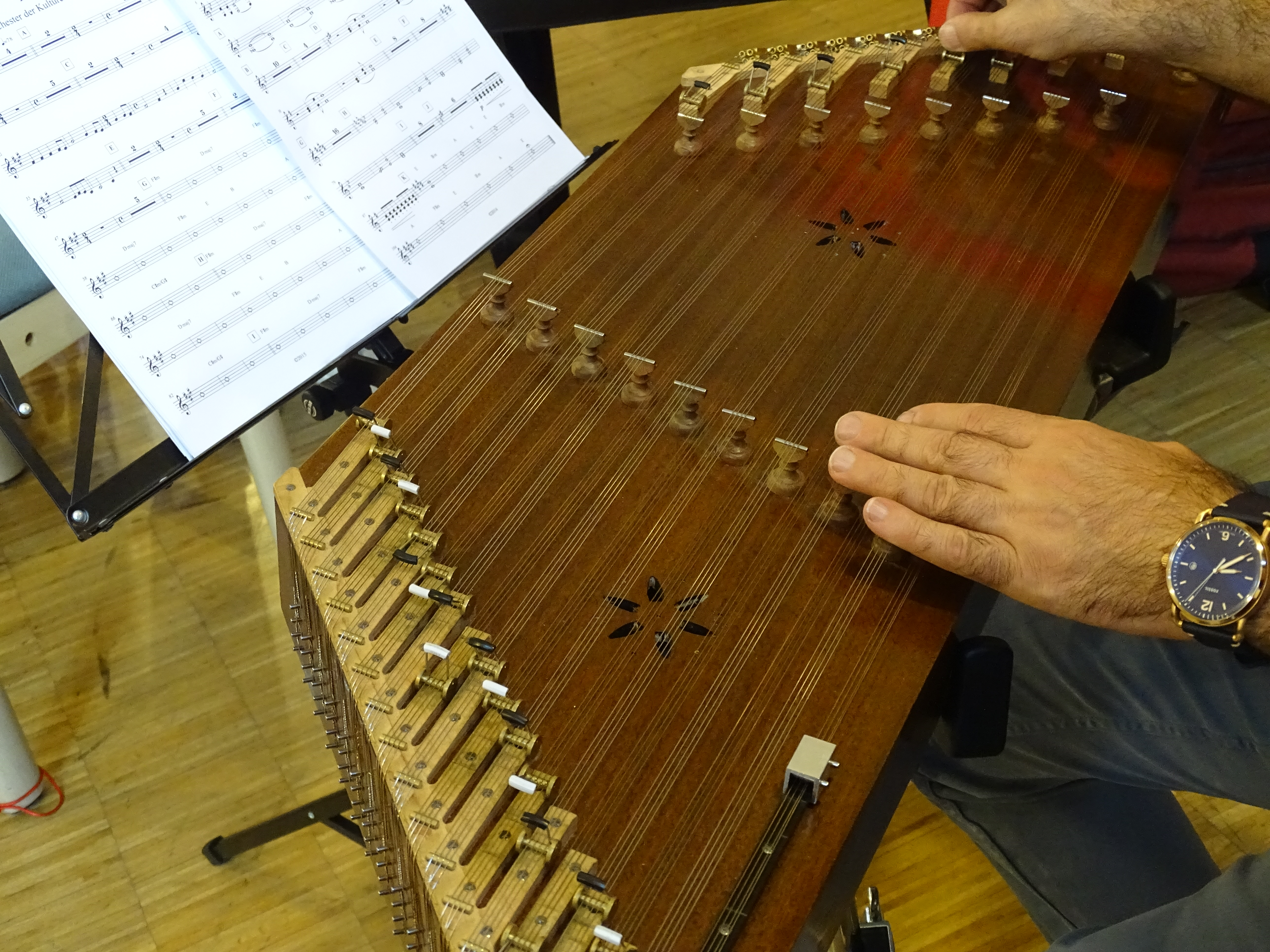
Santour-7-Dastgah, entwickelt von Kourosh Zolani und Mohssen Behrad

Kourosh Zolani ist Santurspieler und Komponist. Er erfand neue Bauformen, die neue Stimmungen ermöglichen. Durch seine Entwicklung wurde das Instrument von einem diatonischen zu einem chromatischen. Durch diese Weiterentwicklung konnte Zolani die Santur in ein Sinfonieorchester integrieren und mit der europäischen Musikkultur verbinden.
Eine weitere Entwicklung des Instruments erfolgte durch Mohssen Behrad. Er revolutionierte den Stimmmechanismus der Santur. In der traditionellen Bauform wird sie mit Wirbeln gestimmt, verstimmt sich leicht und muss häufig nachgestimmt werden. Die Umstimmung in eine andere Tonart benötigt circa 15 Minuten, so dass Musiker bei einem Auftritt üblicherweise nur Stücke in einem Dastgah aufführen. Bei der neuen Bauform werden die Saiten mit einer speziellen Schraubverbindung aufgehängt und mit einem Schraubmechanismus gestimmt. Die so erzielte Stimmung ist sehr stabil und es muss nur noch wenig nachgestimmt werden. Zusätzlich hat das Instrument rechts und links vom Resonanzkasten kleine Hebel, die die Saiten stufenlos um einen Viertelton oder Halbton in der Tonhöhe verändern können. Auf diese Weise kann das Instrument in wenigen Sekunden auf eine andere Tonart bzw. einen anderen Dastgah(-Modus) umgestellt werden. Diese Bauform trägt nun den Namen Santour-7-Dastgah und ist in verschiedenen Ländern mit Patenten geschützt.

## Weitere bedeutende Santur-Spieler
- Mohammed Sādeq Khān, bekannt als Soror-ol Molk (persisch سرور الملك, DMG Sorūro l-Molk), Leiter des Hoforchesters von Nāser ad-Din Schāh (regierte 1848–1896).[9] Zu seinen Schülern gehörte Somā´ Hozur, von dem eine der ersten Tonaufnahmen der Santur in Iran erhalten ist.[10]
- Habib Somā´i (1905–1946, persisch حبيب سماعى, DMG Ḥabīb-e Samā‘ī), Sohn von Somā´ Hozur,[11] machte das bis dahin wenig bekannte Instrument im nationalen Rundfunk populär.
- Abol Hasan Saba (1902–1957, persisch ابو الحسن صبا, DMG Abū l-Ḥasan-e Ṣabā), Komponist und Begründer der modernen Santur-Schule
- Dariush Safvat, auch Dariouche Safvate (1928–2013, persisch داريوش صفوت, DMG Dārīyūš-e Ṣafvat)
- Masoud Missaghian (1928–2003, persisch مسعود میثاقیان, DMG Mas‘ūd-e Mīs̱āqiyān), Schüler von Abol Hasan Saba
- Faramarz Payvar (1933–2009, persisch فرامرز پايور, DMG Farāmarz-e Pāyvar), Schüler von Abol Hasan Saba, Komponist
- Mansur Sāremi (1934–1999, persisch منصور صارمى, DMG Manṣūr-e Ṣāremī)
- Madschid Nedschāhi (1934–2016, persisch مجيد نجاحى, DMG Maǧīd-e Neǧāḥī)
- Majid Kiani (* 1941, persisch مجيد كيانى, DMG Maǧīd-e Kiyānī), unter anderem Schüler von Nur-Ali Borumand
- Parviz Meshkatian (1955–2009, persisch پرويز مشكاتيان, DMG Parvīz-e Meškātiyān)
- Alireza Mortazavi (* 1976, persisch عليرضا مرتضوى, DMG ‘Alīreżā Mortażavī)
- Kioomars Musayyebi (* 1977, persisch کیومرث مسیبی, DMG Kiyūmars̱-e Mosayyebī), Schüler von Faramarz Payvar
- Pouya Saraei (* 1983, persisch پويا سرائى, DMG Pūyā Sarā’ī, auch پويا سرايى, DMG Pūyā Sarāyī)
- Shiv Kumar Sharma (1938–2022), bedeutendster indischer Santur-Spieler